# Бележница професора Мишковића (1. сезона)
Прва сезона драмске телевизијске серије Бележница професора Мишковића емитовала се од 22. маја до  27. јуна 2021. године на каналима Суперстар ТВ а током јесени 2021 и на РТС 1. 
Прва сезона се састоји од 12 епизода.

## Радња
У пролеће 2002. године млади новинар Београдског листа "Аргумент", Бошко Стевановић, добија задатак да напише текст о научној оставштини преминулог српског етнолога Арсенија Мишковића. У разговору са Мишковићевом удовицом он ће се сусрести са серијом мистериозних и научно необјашњивих догађаја о којима није ни сањао да су могући, а камоли да су се одиграли и да још увек трају у Србији.
Ти догађаји чине садржај једне мале бележнице са црним корицама, које ће удовица Мишковић поклонити новинару Стевановићу. Вођен својим новинарским инстинктом, а у сарадњи са пријатељем Миленком, Бошко ће покушати да провери веродостојност мистериозних догађаја описаних у Бележници. Оно што пише у Бележници опседа неке људе из иностранства, Беча, Лондона, Москве, а на крају покреће и лавину чудних догађаја који самог новинара, његову породицу и пријатеље доводе у животну опасност...

## Епизоде
| Бр. еп. (укупно) | Бр. еп. (у сезони) | Наслов      | Редитељ        | Сценариста                         | Премијера     |
| --- | ------------------ | ----------- | -------------- | ---------------------------------- | ------------- |
| 1 | 1                  | 1. епизода  | Мирослав Лекић | Ђорђе Милосављевић                 | 22. мај 2021. |
| Бошко Стевановић је новинар листа Аргумент који добија задатак да уради интервју са удовицом професора Мишковића. Она му даје бележницу свог покојног супруга у коме је забележен његов истраживачки рад. Он и његов пријатељ Миленко прво узимају у анализу причу о Драгану Јанкетићу. Реч је о човеку из Суботице, који је кренуо из Београда кући 1964 и нестао а појавио се 10 година касније. У исто време Бошко има проблема са девојком Јеленом која је незадовољна, јер он нема довољно времена за њу. Бошку се јавља извесни Мирослав који жели да у име непознатих људи купи бележницу. Бошко слаже да бележница није код њега. Извесни Хари Вилсон из Балтимора добија имејл од некога у коме пише да је почео лов на бележницу. |                    |             |                |                                    |               |
| 2 | 2                  | 2. епизода  | Мирослав Лекић | Ђорђе Милосављевић                 | 23. мај 2021. |
| Веља, Бошков отац, одводи сина код Лазара Ћука свог колеге са којим је био заједно у служби пре него што је пензионисан. Лазар је 1974 посетио у лудници Јанкетића да га испита о свему чега се сећа. Јанкетић прича да је прошао кроз неку маглу и ту видео неког човека поред чудног аутомобила. Мирослав прати Бошка и тражи и даље од њега бележницу. Бошко прави преписку бележнице, а праву скрива у сеф. Бошко одлази у Суботицу да обиђе Јанкетићеву жену. По повратку упада у густу маглу и тамо сретне неког човека коме не види лице. Кад се врати у Београд зове га Лазар који му предлаже да одустане од истраживања. |                    |             |                |                                    |               |
| 3 | 3                  | 3. епизода  | Мирослав Лекић | Коста Пешевски                     | 29. мај 2021. |
| Хари Вилсон из Балтимора узима карту за Београд. Долази му у стан Николас Кастер који ради у некој америчкој тајној служби. Тражи од њега да изврши последњи тајни задатак пре него што га пошаљу у пензију. Из флешбека сазнајемо да је Харијево право име Теодор: одрастао је у селу у Србији и одведен у Америку када су припадници њихове тајне службе сазнали за њега. Али и за његове моћи, након што је из беса порушио своје село. У садашњости, Вагнер, Мирославов шеф, сазнаје да је Бошко син Веље Стевановића. Бошко, захваљујући Јелени, прегледа снимке са пута на коме је био. Схвата да се он у магли није задржао ни пун минут. Драгица моли Вељу да ни он ни Бошко се не мешају у ствари око Бележнице. |                    |             |                |                                    |               |
| 4 | 4                  | 4. епизода  | Мирослав Лекић | Коста Пешевски                     | 30. мај 2021. |
| На почетку видимо бљесак из прошлости из којег сазнајемо да је пре 30 година, Веља са младим приправником Бошковићем послат код професора Мишковића са задатком да се распита о његовим истраживањима. Тада је, уместо професора, упознао његову супругу Јелисавету и заљубио се у њу. Бошко укључује Јелену даље у његово истраживање и води је код Миленка. Покушавају да сазнају шта се десило са малим Теодором о којем пише у бележници. Хари Вилсон стиже у Београд, али се претходно у Београду среће са сестром Исидором. Веља се после много година среће са Бошковићем који је функционер у служби. Занима га да ли је Бележница у Бошковим рукама. Јелена, Бошко и Миленко одлазе у Теодорово село да виде има ли нечег занимљивог. Кад се врате, сазнају да је Бошку обијен стан. Бошко од Јелисавете добија фасциклу са подацима да је Драган Јанкетић жив и смештен у лудницу Кашанин. У лудници, Бошко среће Јанкетића који, кад га види, почиње да се понаша као да се познају од раније.                                                    |                    |             |                |                                    |               |
| 5 | 5                  | 5. епизода  | Мирослав Лекић | Коста Пешевски и Радослав Павловић | 5. јун 2021.  |
| После сусрета с Јанкетићем који га је препознао, Бошко почиње да сумња да постоји временска капија. У бележници проучавају причу о човеку који је на Магличу изводио чудне обреде којим су призивани догађаји из прошлости. Хари се у Београду среће са Јелисаветом, која му је послала мејл. Они се знају из седамдесетих година, кад је Хари сазнао за професора Мишковића и позвао га у госте заједно са њом. У флешбеку из 1969 млада Јелисавета посећује Вељу и тражи од њега помоћ. Бошко креће на Маглич али успут доживи тровање храном, што га зауставља да остане у Краљеву код жене код које је одсео. Јелисавета јавља Бошку да јој је обијен стан. |                    |             |                |                                    |               |
| 6 | 6                  | 6. епизода  | Мирослав Лекић | Коста Пешевски                     | 6. јун 2021.  |
| Бошко и Миленко одлазе код Јелисавете након провале у стан. Хари Јелисавети открива да постоји временски пролаз на неким тачкама у свету. У њих неки људи упадну и врате се, а неки не. Веља моли Бошковића да му помогне и заштити их колико може. На Магличу, Мирослав на зидинама тврђаве пуца на Бошка и Миленка да би их уплашио. Јелисавету киднапују испред њене зграде. |                    |             |                |                                    |               |
| 7 | 7                  | 7. епизода  | Мирослав Лекић | Коста Пешевски                     | 12. јун 2021. |
| Јелисавета је заробљена. Мирослав тражи од ње да каже где је бележница. Пошто се не јавља на телефон, Бошко одлази код ње. Затиче је тамо безбедну и без отмичара. Бошко не слути да су је Мирослављеве гориле одвеле у стан не би ли је приморали да им каже где је бележница, али их је Вилсон онесвестио телекинезом и избрисао им памћење. Бошко у стану угледа фотографију из Кладова на којој су Веља, Драгица, професор Мишковић и Јелисавета. Он испитује о овоме Драгицу, али она се прави да не зна ништа о томе. Из флешбека сазнајемо да су њих четворо били једног викенда тамо заједно након брачне кризе из које је Веља извукао професора. Трагом бележнице одлазе у Кладово да сазнају нешто о мистериозном Трајановом мосту. Миленко успе да га види у једном тренутку као и римског војника који је изашао из магле. Након тога изгуби сећање на овај догађај. |                    |             |                |                                    |               |
| 8 | 8                  | 8. епизода  | Мирослав Лекић | Коста Пешевски                     | 13. јун 2021. |
| Миленко, Јелена и Бошко се враћају из Кладова након епизоде с мостом. Кастер зове Харија и притиска га да се врати у Америку. Јелена тражи од оца да што пре доведе Бошка да ради код њега у фирми да би га одвојила од случаја бележнице. Драгица открива Бошку да је Веља некад био у вези са Јелисаветом. Веља у хотелу напада с леђа Мирослава, тако да га овај не види и наређује му да остави Бошка на миру. Миленко и Бошко сазнају из списа за извесног Милуна који се појавио после рата у околини Чачка и био необичан по много чему. Одлучују да крену тамо и потраже Радоша који му је био пријатељ, а причао је професору Мишковићу о њему. |                    |             |                |                                    |               |
| 9 | 9                  | 9. епизода  | Мирослав Лекић | Коста Пешевски                     | 19. јун 2021. |
| Бошко и Миленко одлазе у Чачак трагом приче о Милуну који се појавио после рата у том крају. Милун се није сећао одакле долази нити је могао да утврди одакле се појавио и ко је. Сазнаје се да је кроз временски портал прошао за време рата 1994. године, када је изгубио породицу, и нашао се у 1944. години. Бошко успева да пронађе само човека који је био његов пријатељ и сазнаје од патронажне сестре да га је Милун пре неког времена посетио у болници кришом. Мирослав упада на Ћуков сплав и убија га сумњајући да је он био његов нападач из хотела. |                    |             |                |                                    |               |
| 10 | 10                 | 10. епизода | Мирослав Лекић | Коста Пешевски                     | 20. јун 2021. |
| Бошко одлази код Јелисавете и примора је да му каже истину. Јелисавета му открива како је професор био на удару Службе државне безбедности и да га је Веља спасао. Бошко и Хари коначно се упознају. Открива се и прича из бележнице о жени која је зауставила телекинезом службени ауто СДБ-а да би спречила да жена и дете буду прегажени. Пре него што разреше ситуацију с бележницом Бошко и Миленко одлучују да истраже и ту мистерију... |                    |             |                |                                    |               |
| 11 | 11                 | 11. епизода | Мирослав Лекић | Коста Пешевски                     | 26. јун 2021. |
| Мирослав даје ултиматум Бошку да преда бележницу или ће убити Јелену. Пре тога се Бошко са Јелисаветом, Вељом, Миленком и Јеленом налази код Вилсона. Вилсон обави ритуал којим открије како се испод исписаних страница бележнице налази још један текст у којем се налазе њене праве тајне. Њих је исписао Хари Вилсон када су били код њега у САД. Бележница је сада празна и Веља и Бошко је предају Мирославу. Овај је односи код Вагнера, узима од њега новац а онда га убије и узме му и бележницу. Мирослав потом односи бележницу код Бошковића и тада постаје јасно да је Мирослав све време играо двоструку игру. Бошковић каже да ће бележницу послати у Вашингтон на непознату адресу. Вилсона у хотелу пресретне Кастер и захтева од њега да се врати с њим у Америку иначе ће му убити сестру коју је довео у хотел. Вилсон тада употреби своју моћ и убије Кастера али и сам умире од напора. На самрти, Вилсон саопштава сестри да постоји још једна бележница која је добро сакривена и да ће ускоро преко адвоката сазнати где се налази. |                    |             |                |                                    |               |
| 12 | 12                 | 12. епизода | Мирослав Лекић | Радослав Павловић                  | 27. јун 2021. |
| Након сахране Харија Вилсона, Бошко, Миленко и Јелена одлазе у своју последњу авантуру. Бошко одлучује да на Петровдан преноћи испод Маглича где се сусреће са тајним силама. Враћа се кући с Јеленом мислећи да је авантурама крај и да ће од сада живети срећни заједно... А да ли је стварно тако? |                    |             |                |                                    |               |